# Kálnoky-kastély (Sepsikőröspatak)
Sepsiszentgyörgytől 6 kilométerre, a Körös patak partján fekvő székely település, Sepsikőröspatak egyik értékes műemléke a Kálnoky-kastély. Az gr. Kálnoky család tulajdonában lévő reneszánsz kastély a falu közepén,  az Orbán Balázs utca 6. szám alatt található.

## Története
A napjainkban látható kastély helyén a 16. század  második felében egy  kőház állott, erről tanúskodik Kálnoky Bálint 1599-ben írt végrendelete, mely szerint feleségével, Petki Annával együtt építtette a kőröspataki nemesi lakot. Az udvarház hamar elromosodott, mivel áldozatul esett Mihály vajda támadásának. Az épület valószínűleg nem is került felújításra, ugyanis 1646-ban (III.) Kálnoky István feljegyzéseiben, egy kőkerítéssel körülvett romladozó házról tett említést.
Az 1658-1661 közötti sorozatos török-tatár betörések következtében az udvarház sorsa megpecsételődött. Helyreállítása, bővítése a naplóíró fiának, (I.) Kálnoky Sámuelnek az érdeme, aki az 1660-1670-es évek fordulóján építkezett Kőröspatakon.
Orbán Balázs szerint a kőröspataki Kálnoky család harmadik lakóhelyének tekinthető a ma már a település szerkezetébe illeszkedő kastély.
A korabeli dokumentumok szerint, a kastélyhoz egykor udvari kápolna is tartozott, amely családi temetkezőhelyként is  szolgált. A kőröspataki katolikus egyházközségnél őrzött Domus História bejegyzései alapján 1416-ra teszik keletkezését.
Az épület ezen része fokozatosan elromosodott és a 19. század végén lebontásra került, késő gótikus faragott ajtókeretét pedig 1889-ben beépítették a római katolikus templom cintermében újonnan épült Kálnoky-kriptába.
A kastélyt övező falakat a 18. század folyamán lebontották, és az építőanyag felhasználásával készült el a négyszög alaprajzú, belső udvaros kastély, gr. Kálnoky (I.) Antal (1707-1783) gondoskodása folytán.
Az emeletes reneszánsz udvarház karbantartását a 18. század vége felé elhanyagolták, így a 19. század közepén lebontották. Nem sokkal azután a kápolna is elveszítette funkcióját, feliratos kőkerete átkerült a falu katolikus temploma mellé épült új kriptába.
A 19. század újabb nagy munkálatokat, látványos átalakulásokat hozott. A század derekán, gr. Kálnoky Pál (1814-1881) és gr. Kálnoky Félix (1824-1889) birtoklása idején az akkorra megromosodott épületek egy részét lebontották, a többit átépítették, felújították. Lebontásra került a nyugati szárny és a kastélykápolna, és  részben ez utóbbi helyén megépült a mai északi szárny, így U alakot kapott a kastély.
A ma látható homlokzatok kialakítása valószínűleg a 19. század utolsó évtizedeiben történt, a keleti épületrész két keskenyebb oldalához toldottak épületrészeket, akkor alakíthatták ki a mai homlokzatot is.
A 18. századi összeírások szerint a kastélyt  egykor gyönyörű park övezte, évszázados fákkal, virágházakkal, halastavakkal, szökőkutakkal, sétányokkal.
Az államosítás után a kastély pusztulásnak indult. Belső  berendezéséből szinte semmi nem maradt, az északi szárny helyiségeiben nagyfokú átalakításokat végeztek, egyik részében malmot rendeztek be. A termekben később irodahelyiségek, raktárak, műhelyek kaptak helyet. Az épület állapota így egyre romlott, homlokzata is tönkrement, rendezett kertje, parkja is csak maradványaiban lelhető fel.
Az 1990-es évek végén a Kálnoky család tagjai újra birtokukba vehették az épületet, akkor kezdődött meg szakszerű kutatása is, napjainkban a kastély felújítás alatt áll.

## Leírása
Az egykori hímesen faragott gerendákkal, festett deszkamennyezettel, mázas cserépkályhákkal épült L alakú, kétszintes késő reneszánsz kastély bejárata fölött többszintes kaputorony magasodott, amelyet a biztonság érdekében kőfalakkal vettek körül.
A Kálnoky Sámuel által újjáépített, kibővített épületrészek a 18. század folyamán tovább bővültek. Benkő József már „kastélyszerű" építményként említi a család lakóhelyét a Transsilvania speciális című munkájában. A 18. században a déli oldalon található melléképületek kiépítésével és csatolásával, valamint a század második felében a keleti szárny hatalmas volumenű falainak megépítésével az épületegyüttes négyszögűvé vált. A nyugati oldalon kaputoronnyal ellátott épület védelmi célokra is szolgált. Ezt a négyszögletű, belső udvaros együttest még egy kerített külső udvar vette körül, melynek nyugati oldalán emeletes kapuépület őrizte a bejáratot. 
A 18. századi építkezéseket Kálnoky Antal végeztette.
Említésre méltó még a 18. század végi összeírásokból ismert kastélypark, mely virágházával, halastavaival, szökőkútjaival, díszes sétányaival az épülettől keletre és délre terült el. Az emeletes reneszánsz udvarház karbantartását a 18. század vége felé elhanyagolták, így  a kápolna is elveszítette funkcióját, feliratos kőkerete átkerült a falu katolikus temploma mellé épült új kriptába.
A ma látható homlokzatok kialakítása valószínűleg a 19. század utolsó évtizedeiben történt, a keleti épületrész két keskenyebb oldalához toldottak épületrészeket, akkor alakíthatták ki a mai homlokzatot is. A keleti szárnyon is létezett egy tornác, mely a klasszicizmus jegyében készült oszlopokkal és háromszögű oromzattal. Ezen az oldalon megfigyelhető még egy feliratos tábla is, melyet Kálnoky Sámuel fia, Kálnoky Ádám halálának emlékét őrzi:
Comes Adamus Kalnoky, obiit aetatis 36 anno 1719 et sepultus est boc loco.
Az épület homlokzatait szabályos rendben egymást váltogató egyenes záródású ablakok, pilaszterek tagolják. Az ablakok felett téglából, vakolatból szemöldökdíszeket alakítottak ki, a pilaszterek ugyancsak egyszerű, a homlokzatokon végigfutó párkányt tartanak. Az udvari főhomlokzat középtengelyétől jobbra oszlopos tornác ugrik ki, melyre kétoldalt lépcső vezet fel, a tornácot egyszerű, törpe pilaszterekkel  tagolt, a közepén ívelt oromfal koronázza. Az egyenes záródású ablakok között kettőzött pilaszterek hangsúlyozzák a  főhomlokzatot.
A nagyméretű U alakú épület, melyet egykor díszes kialakítású park vett körül a 19. századi bontások, átépítések, díszítések mára már csak  töredékeiben fennmaradt nyomait viseli magán.

## Építtetői, tulajdonosai, lakói
A kastély helyén a 16. század  második felében egy  kőház állott, amelyet Kálnoky Bálint és felesége Petki Anna  építtetett.
1646-ban (III.) Kálnoky István tulajdonát képezte a kőkerítéssel körülvett romladozó  épület. Helyreállítása, bővítése fiának, (I.) Kálnoky Sámuelnek idejében történt, aki az 1660-1670-es évek fordulóján építkezett Kőröspatakon.
Gr. (I.) Kálnoky Antal (1707-1783) a  kastélyt övező falakat a 18. század folyamán lebontotta, és az építőanyag felhasználásával készült el a négyszög alaprajzú, belső udvaros épület.
A 19. század közepén, gr. Kálnoky Pál (1814-1881) és gr. Kálnoky Félix (1824-1889) birtokán lévő  megromosodott épületek egy részét lebontották, a többit átépítették, felújították.
A század végén, br. Bees-Chrostin Ludmilla (1851-1928) megbízásából alakították ki a kastély napjainkban is meglévő, leglátványosabb részét.
Mivel a család ezen ága 1889-ben fiúágon kihalt, a két világháború közötti időszakban az örökbe fogadott  morvaországi ágból való gr. (II.) Kálnoky Hugó (1900-1955) volt a kőröspataki birtok ura.
Az államosítás után irodák, műhelyek, raktárak, szövetkezeti malom működött az épületben.
1990 után a család hazatelepült leszármazottja Kálnoky Tibor visszaigényelte a birtokot, napjainkban a kastély felújítás alatt áll.

## Külső hivatkozások
- Erdélyi turizmus
- Hereditatum műemlék adatbázis